# Rudolph Wurlitzer Company
De Rudolph Wurlitzer Company, kortweg Wurlitzer, was een Amerikaans bedrijf tussen 1853 en 1985. Het produceerde jukeboxen, draaiorgels en muziekinstrumenten, waaronder orgels, piano's, harpen en strijkinstrumenten.

## Geschiedenis
De oorsprong van het bedrijf gaat terug naar Franz Rudolph Wurlitzer (1831-1914). Hij was een tot Amerikaan genaturaliseerde Duitser die het in 1853 begon als een handelsonderneming in muziekinstrumenten. Nadat hij een opdracht van het Amerikaanse leger verkreeg, begon in 1861 met de bouw van muziekinstrumenten. Zijn broer Anton voegde zich in 1872 bij hem en werd mede-eigenaar. In 1880 voerde het bedrijf inmiddels een catalogus van tweehonderd bladzijden. In dat jaar produceerden ze ook hun eerste piano. In 1904 werd het hoofdkantoor verwoest door brand en in 1906 werd intrek genomen in een gebouw van zes verdiepingen hoog. In deze jaren kende de muziekindustrie een grote groei. Toen Rudolf Wurlizer in 1914 overleed, gaven zijn drie zoons inmiddels leiding in het bedrijf.
Een van de drie zoons, Farny Wurlitzer, verkreeg in 1933 het patent op een mechanisme voor een muziekdoos. Hieruit volgde de productie van de jukebox die het bedrijf daarna veel succes opleverde. Drie jaar later, in 1936, werden van dit apparaat inmiddels 44.397 stuks verkocht. In 1941 werd de hoofdvestiging verplaatst naar Chicago. In 1946 werd de Wurlitzer 1015 Bubbler op de markt gebracht die uitgroeide tot een van de bekendste modellen van het bedrijf. In 1955 werden de eerste elektrische piano's op de markt gebracht.
In 1985 werd het bedrijf overgenomen door Baldwin Piano Company die op dat moment de grootste pianofabriek van de Verenigde Staten was. Baldwin had op dat moment al omzetproblemen en kon zijn marktpositie niet vasthouden. In 2001 werd het vervolgens overgenomen door de gitaarbouwer Gibson Guitar Corporation. Gibson kocht in 2006 ook de Duitse Wurlizer op die het merkrecht had gekocht van de jukeboxen. In 2013 ging dat bedrijf zelfstandig verder toen durfinvesteerders het van een faillissement redden en van Gibson kochten.